# Loïc Rémy
Loïc Rémy (ur. 2 stycznia 1987 w Rillieux-la-Pape) – francuski piłkarz martynikańskiego pochodzenia, który występował na pozycji napastnika. W latach 2009–2014 reprezentant Francji. Uczestnik Mistrzostw Świata w 2014 roku.

## Kariera klubowa

### Olympique Lyon
W młodości swoją karierę rozpoczynał w akademii Olympique Lyon. Zadebiutował w nim 14 października 2006 roku w pierwszym swoim profesjonalnym meczu przeciwko Saint-Étienne, mecz zakończył się zwycięstwem Lyonu wynikiem 2:1. Pierwszy mecz w Lidze Mistrzów 6 grudnia 2012 roku przeciwko Steaua Bukarest, w 80 minucie. Spotkanie zakończyło się wynikiem 1:1. 31 stycznia 2008 roku trafił na wypożyczenie do RC Lens. Łącznie w Olympique rozegrał 12 spotkań, dwukrotnie wygrał lige francuską, puchar Francji oraz dwukrotnie superpuchar Francji.

### OGC Nice
1 lipca 2008 roku trafił za kwotę 8 mln euro do francuskiego OGC Nice. Pierwszy mecz rozegrał przeciwko Le Havre AC i rozegrał pełne 90 minut. Spotkanie zakończyło się wynikiem 1:0 na konto przeciwników. W sezonie 2008/09 wystąpił w 36 spotkaniach, strzelił 13 bramek i zaliczył 3 asysty. Łącznie w klubie rozegrał w 72 meczach, strzelił 29 bramek i zaliczył 8 asyst.

### Olympique Marsylia
19 sierpnia 2010 roku został sprzedany za kwotę łącznie 15,50 mln euro do Olympique Marsylia. W swoim debiucie zadebiutował w spotkaniu przeciwko Valenciennes FC, który zakończył się bez bramkowym remisem. Powrócił do ligi mistrzów w spotkaniu w fazie grupowej przeciwko Chelsea, który zakończył się porażką Marsylii 0:2. Z klubem w przeciągu trzech lat zdobył superpuchar Francji i puchar ligi Francuskiej. Łącznie wystąpił w 109 meczach, strzelił 42 bramki oraz zaliczył 13 asyst. 

### Queens Park Rangers
16 stycznia 2023 za kwotę 10,5 mln euro trafił do angielskiego QPR. Zadebiutował w zremisowanym 1:1 meczu przeciwko West Hamowi. Strzelił w nim debiutanckiego gola w 14 minucie spotkania. Łącznie w lidze do końca sezonu wystąpił w 14 spotkaniach w których strzelił 6 bramek.

### Wypożyczenie do Newcastle United
W sezonie 2013/14 został wypożyczony na pełny sezon do angielskiego Newcastle United. Zadebiutował w nim w wygranym 1:0 meczu przeciwko Fulham w którym zaliczył asystę. Zaliczył świetny sezon, gdzie rozegrał 27 spotkań, strzelił 14 bramek i zaliczył 3 asysty.

### Chelsea F.C
31 sierpnia 2014 roku przeszedł do angielskiego Chelsea za kwotę 13,2 mln euro. Zadebiutował w wygranym meczu przeciwko Swansea City, w którym strzelił bramkę wchodząc z ławki w 81 minucie. Powrócił do ligi mistrzów w zremisowanym meczu w fazie grupowej przeciwko Schalke 04 (1:1). W sezonie 2014/15 wystąpił w 29 spotkań, strzelił 9 bramek i zaliczył 2 asysty. W tym samym sezonie wygrał ligę i puchar ligi Angielskiej oraz został finalistą supepucharu Europy.

### Dalsza kariera piłkarska
W 2016 roku został wypożyczony do Crystal Palace. Pierwszego września 2017 roku został kupiony przez hiszpański Las Palmas za kwotę bez odstępnego.  W hiszpańskim klubie zagrał 13 spotkań i strzelił 6 bramek. 28 stycznia został wypożyczony do hiszpańskiego Getafe, w którym rozegrał 11 meczów i strzelił 3 golę. 
13 lipca 2018 powrócił do Francji w wieku 31 lat do pierwszoligowego Lille OSC. Debiut w klubie zaliczy wygranym ligowym spotkaniu z Guingampem wynikiem 3:0. Łącznie we francuskim klubie spędził ponad dwa lata w których rozegrał 59 spotkań, strzelił 21 bramek i zaliczył dwie asysty.
28 sierpnia 2020 roku został kupiony przez turecki Çaykur Rizespor. Debiut w lidze tureckiej zaliczył w przegranym wynikiem 1:0 meczu z Fenerbahçe. W sezonie 2020/2021 wystąpił w 19 meczach w których strzelił 7 bramek i zdobył jedną asystę. Łącznie w klubie wystąpił w 28 spotkaniach, gdzie zdobył 9 bramek.
1 lipca 2022 roku przeszedł to tureckiego Adana Demispor. Dokładnie rok później ponownie powrócił do Francji do Brest, w którym nigdy nie wystąpił.
8 października 2023 roku zakończył piłkarską karierę.

## Kariera reprezentacyjna
W przeszłości występował między innymi w reprezentacji Francji U20 i reprezentacji Francji U21.
Swój debiut w seniorskiej reprezentacji Francji zaliczył 2 czerwca 2009 roku w meczu towarzyskim przeciwko reprezentacji Nigerii. Rémy rozegrał pełne spotkanie, które zakończyło się porażką Francuzów 0:1.
Brał udział w eliminacjach do Mistrzostw Europy w 2012 roku oraz Mistrzostw Świata w 2014 roku.
Znalazł się w kadrze na Mistrzostwa Świata w 2014 roku. W pierwszych dwóch meczach grupowych nie wystąpił. W trzecim, a tym razem ostatnim meczem w fazie grupowej, było spotkanie przeciwko reprezentacji Ekwadoru. Mecz zakończył się bezbramkowym remisem, jednak dzięki wcześniejszych dwóch zwycięstwach Francja zagwarantowała sobie przejście do dalszego etapu turnieju. W meczu 1/8 finału nie wystąpił przeciwko reprezentacji Nigerii. W ćwierćfinale trójkolorowi zmierzyli się z reprezentacją Niemiec, Rémy wszedł w 73 minucie spotkania. Końcowo spotkanie zakończyło się porażka Francuzów 0:1, którzy odpadli z turnieju.
W ostatnim meczu reprezentacji wystąpił przeciwko Armenii na stopniu towarzyskim. Rémy strzelił bramkę w 7 minucie spotkania po asyście André-Pierre Gignaca. W 73 minucie zszedł z boiska, a spotkanie ostatecznie zakończyło się wynikiem 3:0 na konto trójkolorowych.
Łącznie wystąpił w 31 spotkaniach reprezentacyjnych w którym strzelił 7 bramek i zaliczył jedną asystę.

## Sukcesy

### Chelsea FC
- Mistrzostwo Anglii: 2014/15
- Puchar Ligi Angielskiej: 2014/15
- Uczestnik Ligi Mistrzów: 2014/15, 2015/16

### Olympique Lyon
- Mistrzostwo Francji: 2006/07, 2007/08
- Puchar Francji: 2007/08
- Superpuchar Francji: 2006/07, 2007/08
- Uczestnik Ligi Mistrzów: 2006/07, 2007/08

### Olympique Marsylia
- Puchar Ligi Francuskiej: 2010/11, 2011/12
- Superpuchar Francji: 2011/12
- Uczestnik Ligi Mistrzów: 2010/11, 2011/12
- Uczestnik Ligi Europejskiej: 2012/13

### Reprezentacja Francji
- Uczestnik Mistrzostw Świata w 2014 roku[45]

### Indywidualne
- Zawodnik roku Newcastle United: 2013/14[46]
- Gol roku Ligue 1: 2018/19[47]